# 桃花台西站
桃花台西站（日语：／ Tōkadai-Nishi eki */?）是位于日本爱知县小牧市古雅4丁目，为桃花台新交通株式会社运营的桃花台线的一个高架车站。

## 车站结构
车站为岛式站台1面2线高架车站，车站无人值守，全站安装屏蔽门，车站未安装自动扶梯和电梯。

## 历史
- 1981年 - 车站周边商业设施启用
- 1991年3月25日 - 启用
- 2006年10月1日 - 停用

## 车站图片

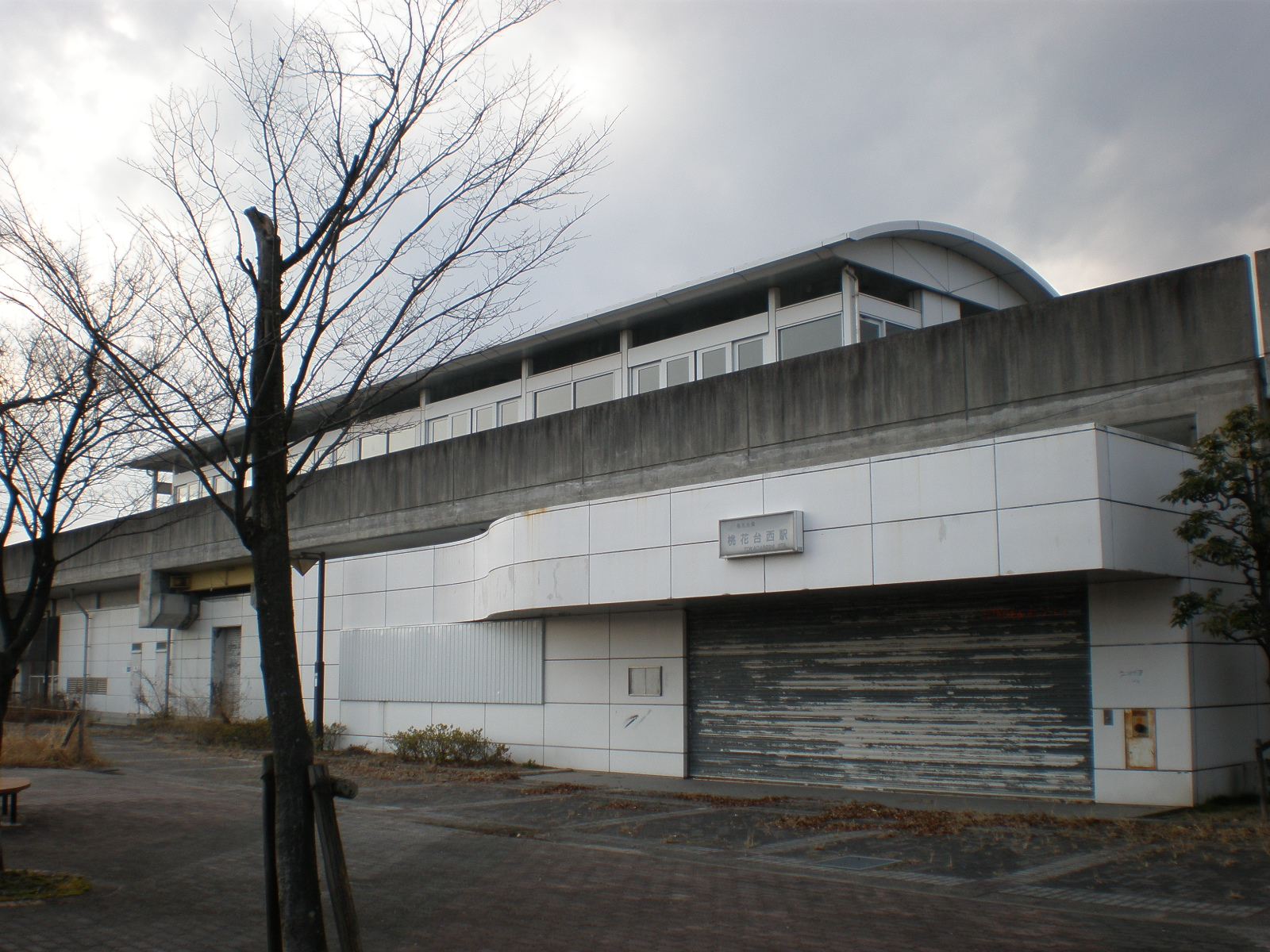
桃花台西站（2008年12月30日摄）